# Славония
Славо́ния (хорв. Slavonija) — историческая область на востоке Хорватии. 
На начало XX столетия, Славония восточная часть принадлежащего к Венгерской монархии соединённого королевства Хорватии и Славонии, входящего в состав Австро-Венгерской империи, и принадлежащее к её Транслейтанской части, ограниченная (расположенная между) на севере, востоке и юге реками Дравой, Дунаем и Савой и обнимающая комитаты Пожегский, Сремский и Вировицкий. В 1920-е годы Славония, восточная часть Хорватии-Славонии. Историческая область считается житницей Хорватии.

## География
На конец XIX столетия, площадь земель Славонии составляла 23 055 квадратных километров, и была обильно орошена, а на востоке даже болотиста, и отличалась более сухим климатом, чем Хорватия, и более плодородной почвой. Север, восток и юг Славонии являются преимущественно равниной (представляет гладкую равнину (100—120 метров)) Среднедунайской низменности. На западе и в центральной части расположен небольшой горный массив, в другом источнике горы Почега (954 метра), с вершинами Папук (953 метра), Диль (461 метр) и Псунь (984 метра), также есть уединенный массив Фруска Гора (546 метров) близ Дуная. Она простирается с запада на восток между Дравой, образующей границу с Венгрией на севере, Савой, образующей границу с Боснией и Герцеговиной на юге, и Дунаем, образующим границу с Сербией на востоке. Западная граница Славонии чисто географически неопределима.

### Этнический состав населения
На конец XIX столетия, в Славонии проживало 640 049 жителя, славонцы, сами называющие себя просто сербами, этнологически составляют переход от хорватов к собственно-сербам, а кроме них жили немного немцев, мадьяр и румын. 
Большинство населения состоит из хорватов, самым крупным национальным меньшинством являются сербы. Помимо них в Славонии проживает множество немногочисленных этнических групп. Согласно переписи населения 2001 года, население Славонии по отдельным жупаниям делится на следующие пропорции:
- Вировитицко-Подравская жупания: 89,47 % хорваты, 7,08 % сербы, 0,27 % венгры, 0,25 % албанцы, 0,10 % чехи
- Осиецко-Бараньская жупания: 83,89 % хорваты, 8,73 % сербы, 2,96 % венгры, 0,65 % словаки, 0,30 % цыгане, 0,29 % немцы, 0,26 % албанцы, 0,15 % словенцы, 0,12 % боснийцы, 0,11 % черногорцы, 0,10 % евреи
- Пожежско-Славонская жупания: 88,68 % хорваты, 6,54 % сербы, 0,92 % итальянцы, 0,90 % чехи, 0,26 % венгры, 0,17 % албанцы, 0,14 % словаки
- Бродско-Посавская жупания: 93,98 % хорваты, 3,02 % сербы, 0,33 % цыгане, 0,21 % боснийцы, 0,18 % украинцы, 0,16 % албанцы
- Вуковарско-Сремская жупания: 78,27 % хорваты, 15,45 % сербы, 1,00 % венгры, 0,88 % русины, 0,65 % словаки, 0,56 % боснийцы, 0,24 % албанцы, 0,23 % украинцы

### Крупнейшие города
Согласно переписи населения 2001 года, крупнейшими городами Славонии являются — жителей:
1. Осиек — 114 616
2. Славонски-Брод — 64 612
3. Винковцы — 35 912
4. Вуковар — 31 670
5. Джяково — 30 092
6. Пожега — 28 201
7. Вировитица — 22 618
8. Нашице — 17 320
9. Жупанья — 16 383
10. Нова-Градишка — 15 833

## Административное деление
Территория Славонии административно поделена на пять жупаний:
| Название                                                        | Площадь (км²) | Население (2001 год) | Административный центр | Географическое расположение                                                                             |
| --------------------------------------------------------------- | ------------- | -------------------- | ---------------------- | --- |
| Вировитицко-Подравская жупания (Virovitičko-podravska županija) | 2021          | 93 389               | Вировитица             | вдоль Дравы у границы с Венгрией                                                                        |
| Осиецко-Бараньская жупания (Osječko-baranjska županija)         | 4149          | 330 506              | Осиек                  | охватывает северо-восточную Славонию вокруг города Осиек и хорватскую часть Бараньи (к северу от Дравы) |
| Пожежско-Славонская жупания (Požeško-slavonska županija)        | 1821          | 85 831               | Пожега                 | в центральной Славонии между жупанией Вировитица-Подравина и жупанией Брод-Посавина                     |
| Бродско-Посавская жупания (Brodsko-posavska županija)           | 2027          | 176 765              | Славонски-Брод         | вдоль Савы на границе с Боснией-Герцеговиной                                                            |
| Вуковарско-Сремская жупания (Vukovarsko-srijemska županija)     | 2448          | 204 768              | Вуковар                | охватывает восточную часть Славонии вокруг города Вуковар у границы с Сербией                           |

## Знаменитые славонцы
- Исайлович, Димитрий (1784—1863) — сербский филолог и писатель.